# 帕維爾·内哈伊齊克
帕維爾·内哈伊齊克（1988年7月15日—）是一位白俄羅斯足球運動員。在場上的位置是中場。他現在效力於俄羅斯足球超級聯賽球隊托木斯克足球俱樂部。他也代表白俄羅斯國家足球隊參賽。